# Продоксиды
Продоксиды (лат. Prodoxidae) — семейство бабочек, подотряда Хоботковые, надсемейства Adeloidea.

## Описание
Небольшие бабочки с размахом крыльев 7—27 мм. Лоб в прижатых, затылок в отстоящих чешуйках. Глазки отсутствуют. Сложные глаза небольшие. Усики не превосходят длину переднего крыла, нитевидные, часто с густым опушением. Хоботок, кроме Lampronia, длинный. Челюстные щупики 4-5-члениковые, губные щупики рудиментарные. Крылья удлиненные, с короткой бахромой. Жилкование гетерономное, генерализованное, с полным набором жилок Передние крылья тусклые, темные, без металлических тонов в окраске.
Гусеница с грудными ногами либо двигательными мозолями. Брюшные ноги сильно редуцированы либо отсутствуют. Развиваются в соцветиях и семенных капсулах, либо бурят ходы под корой, в стеблях и побегах различных древесно-кустарннковых и травянистых растений, преимущественно агавовых, розоцветных и камнеломковых. Гусеницы большинства видов проходят весь жизненный цикл в тканях растений и не строят переносных чехликов. Некоторые виды вредят садовым кустарникам.

## Ареал
Голарктика и Южная Америка. в России около 25 видов.

## Систематика
Около 80 видов.

### Роды
- Prodoxoides
- Lampronia
- Tetragma
- Greya
- Mesepiola
- Tegeticula
- Parategeticula
- Prodoxus
- Agavenema